# 琵奈子
琵奈子（ひなこ、1984年10月19日 -  ）は、日本の女性シンガーソングライター。旧芸名はhinaco（読み同じ）。
福島県会津若松市出身。

## 人物
2005年冬、就職活動中にライブハウスの階段から転落、生死の境を彷徨ったが、九死に一生を得て一寸先は闇という事を肝に銘じ、音楽で生きていく事を決めた。
ライブ活動やコンピレーション・アルバムへの参加を経た2009年、イワツボコーダイのプロデュースにより携帯サイトでデモトラック2曲を配信。配信チャートの上位にランクインし話題となり、2010年6月2日『泣き顔スマイル』でメジャーデビューを飾る。
「hinaco」名義で活動していたが、現在は「琵奈子」に改名。さくらももこのユニット「イエローパープル」としても活動している。

## 作品

### シングル
1st～3rdはrhythm zoneからいずれも発売。
| 枚  | 発売日        | タイトル         |
| --- | ------------- | ---------------- |
| 1st | 2010年6月2日  | 泣き顔スマイル   |
| 2nd | 2010年8月4日  | 101年後          |
| 3rd | 2011年6月15日 | 帰り道ダイアリー |
| 4th | 2016年12月2日 | Song Letter      |

### アルバム
| 枚  | 発売日        | タイトル       |
| --- | ------------- | -------------- |
| 1st | 2017年3月15日 | ジグソーパズル |

### 着うた
2008年からモバゲータウンで配信。
1. ジグソーパズル
2. and,darling

のちに両曲とも1stアルバム「ジグソーパズル」に収録された。

### タイアップ
| 曲名             | タイアップ                                      |
| 泣き顔スマイル   | 日本テレビ系列テレビドラマ『Mother』主題歌      |
| 101年後          | TBS系列『COUNT DOWN TV』7月度エンディングテーマ |
| 帰り道ダイアリー | BS朝日テレビドラマ『家族法廷』主題歌            |

## ミュージックビデオ
| 監督     | 曲名                         |
| 高城明久 | 泣き顔スマイル(出演:藤本泉)  |
| 月川翔   | 101年後                      |
| 中島良   | 帰り道ダイアリー             |
|          | Song Letter                  |
|          | 泣き顔スマイル(English ver.) |
|          | and darling                  |